# Grünewald (Familienname)
Grünewald ist ein deutscher Familienname:

## Namensträger
- Adam Grünewald (1902–1945), deutscher SS-Sturmbannführer
- Adrian Grünewald (* 1999), deutscher Schauspieler
- Alfred Grünewald (1884–1942), österreichischer Schriftsteller
- Andreas Grünewald (* 20. Jahrhundert), deutscher Romanist
- Anette Grünewald (* 1966), deutsche Rechtswissenschaftlerin
- Armin Grünewald (1930–1993), deutscher Journalist
- Arthur Grünewald (1887–1943), deutscher Maler
- Augusto Hamann Rademaker Grünewald (1905–1985), brasilianischer Admiral und Politiker, Präsident 1969
- Bernward Grünewald (* 1941), deutscher Philosoph
- Blasius Grünewald (* um 1490; † vermutlich 1577), deutscher Gelehrter und kursächsischer Leibarzt
- Christel Grünewald († 2015), deutsche Schauspielerin
- Christoph Julius Johannes Grünewald (1939–2022), deutscher Heimatforscher
- Cyriacus Grünewald (1879–1945), deutscher Studienrat
- Dieter Grünewald (* 1957), deutscher Politiker (Bündnis 90/Die Grünen)
- Dietrich Grünewald (* 1947), deutscher Kunstdidaktiker und Hochschullehrer
- Eduard Grünewald (1924–2012), österreichischer Psychologe, Psychoanalytiker und Widerstandskämpfer
- Ernst Grünewald (1801–1848), deutscher Kupferstecher, Grafiker und Schriftsteller
- F. Gruenewald (1857–1934), deutscher Schriftsteller und Journalist, siehe Fedor von Zobeltitz
- Franz Grünewald, Südtiroler Bildhauer
- Friedrich Grünewald (1876–1960), deutscher Kaufmann und Manager
- Gottfried Grünewald (1673–1739), deutscher Sänger, Cembalist und Komponist
- Herbert Grünewald (1921–2002), deutscher Chemiker
- Isaac Grünewald (1889–1946), schwedischer Maler
- Joachim Grünewald (1933–2012), deutscher Politiker (CDU)
- Josef Grünewald (1897–1984), deutscher Unternehmer und Politiker
- Julius Grünewald (* 1965), deutscher Maler
- Karl Grünewald (Politiker, 1833) (1833–1910), deutscher Politiker, MdL Hessen
- Karl Grünewald (1911–1976), deutscher Jurist und Politiker, Oberbürgermeister von Würzburg
- Kurt Grünewald (* 1948), österreichischer Politiker (Grüne)
- Lothar Grünewald (1935–2001), deutscher Graphiker, Illustrator und Herausgeber
- Louis Ernst Grünewald (1851–1933), deutscher Kaufmann und Unternehmer
- Maria Moog-Grünewald (* 1947), deutsche Romanistin
- Markus Grünewald (* 1963), deutscher Verwaltungsjurist und Staatssekretär Brandenburgs
- Mathilde Grünewald (1947–2024), deutsche Archäologin
- Matthias Grünewald (eigentlich Mathis Gothart-Nithart; 1475/1480–1528), deutscher Maler und Grafiker
- Max Grünewald (1899–1992), deutscher Rabbiner
- Maximilian Grünewald (Fußballfunktionär) (* 1981), deutscher Fußballfunktionär
- Maximilian Grünewald (Schauspieler) (* 1989), deutscher Schauspieler
- Michael Grünewald (1958–2022), deutscher Fußballspieler
- Natascha Zowislo-Grünewald (* 1974), deutsche Kommunikationswissenschaftlerin
- Nicole Grünewald (* 1973), deutsche Unternehmerin und IHK-Präsidentin in Köln
- Otto Grünewald (1897–1980), deutscher Jurist und Richter
- Paul Grünewald (1912–1996), deutscher Widerstandskämpfer
- Pia Grünewald (* 2005), deutsche Radsportlerin
- Sebastian Grünewald (* 1984), deutscher Schauspieler
- Selma Grünewald (1899–1942), deutsches Opfer des Nationalsozialismus
- Seraina Neva Grünewald (* 1983), Schweizer Rechtswissenschafterin und Hochschullehrerin
- Simone Grünewald (* 1975), Leiterin des Kultourismus und des Museums in Gelnhausen
- Stephan Grünewald (* 1960), deutscher Psychologe und Marktforscher
- Thomas Grünewald (Historiker) (* 1959), deutscher Historiker, Hochschullehrer und Politiker (SPD)
- Thomas Grünewald (Mediziner) (* 1980), deutscher Mediziner und Hochschullehrer, Fachgebiet pädiatrische Sarkomforschung
- Thomas Grünewald (Infektiologe) (* 1964), Mediziner, Fachgebiet Infektionen und Impfstoffe
- Ulrich Grünewald (* 1972), deutscher Wissenschaftsjournalist, Medientrainer und Physiker
- Wilhelm Grünewald (1859–1925), deutscher Politiker (FVP, DDP)